# 奧斯陸猶太會堂

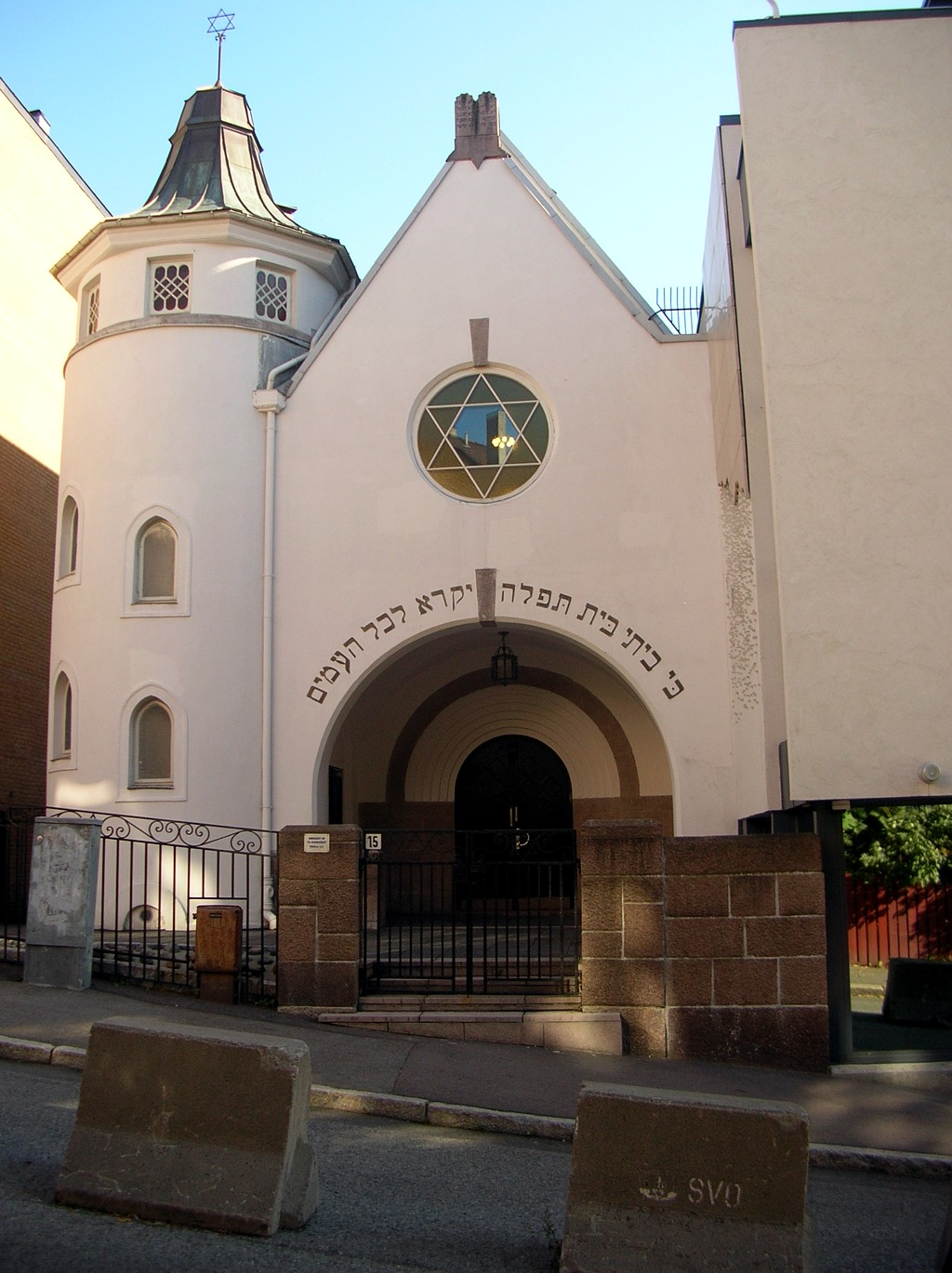
奧斯陸猶太會堂

奧斯陸猶太會堂（挪威語：Synagogen i Oslo）是挪威首都奧斯陸的一座猶太會堂。這座猶太會堂創建於1892年，但現在的建築修建於1920年。挪威國王哈拉爾五世和哈康王儲在2009年6月參觀了猶太會堂。

## 外部連結
- Det Mosaiske Trossamfund （页面存档备份，存于）